# Paloma Matta
Paloma Mata Leizaola, dite Paloma Matta puis Paloma Chaumette, est une actrice française d'origine espagnole née le 22 août 1945 à Madrid et morte le 13 septembre 2017  à Paris 18e.

## Biographie
Grâce, notamment, à son rôle dans la série Belle et Sébastien, en 1965, Paloma Matta fut, au même titre que Muriel Baptiste, Lyne Chardonnet, France Dougnac, Yolande Folliot, l'une des « petites fiancées de la télévision », qui étaient des jeunes premières ingénues ou de caractère, engagées lors de la période de l'ORTF, dans les années 1960 et 1970.
Elle débuta au cinéma en 1962 dans le sketch Sophie mis en scène par Marc Allégret dans le film Les Parisiennes , et tourna ensuite sous la direction de Georges Lautner et André Michel, avant de faire l'essentiel de sa carrière à la télévision.
En mai 1973, une rediffusion de La femme en blanc eut lieu le lundi soir à 20h30 sur la Première chaîne de l'ORTF, ce qui valut à Paloma Matta un regain de popularité et une couverture de Télé Poche, assortie d'une interview de deux pages. Ce fut un retour éphémère puisque la comédienne, à l'époque, avait arrêté sa carrière.
Épouse du comédien François Chaumette, avec lequel elle a eu trois enfants (dont la comédienne Sarah Chaumette), elle abandonna sa carrière pour devenir sage-femme, d'abord à l'hôpital Saint-Antoine, puis en libéral, sous le nom de Paloma Chaumette. Elle œuvra à humaniser l'accouchement par la pratique de l'accompagnement global, qu'elle organisa au Centre de Préparation à la Naissance qu'elle avait créé dans le 18e arrondissement de Paris.

## Filmographie

### Télévision
À la télévision, elle fut une protagoniste de Belle et Sébastien, La Femme en blanc, Jacquou Le Croquant, D'Artagnan (Mme Bonacieux), Les Indes noires d'après Jules Verne.
- 1962 : Les Cinq Dernières Minutes, épisode L’Épingle du jeu de Claude Loursais
- 1964 : Les Indes noires de Marcel Bluwal avec Bernard Noël : Nell
- 1965 : Sens interdit de Roger Kahane : Adé
- 1965 : Belle et Sébastien de Cécile Aubry : Angelina
- 1965 : Le Roi Lear de Jean Kerchbron avec Michel Etcheverry : Cordélia
- 1966 : Rouletabille, Rouletabille chez le Tsar de Jean-Charles Lagneau : Natacha
- 1966 : Beaumarchais ou 60000 fusils de Marcel Bluwal avec Bernard Noël : Amélie
- 1967 : Série En votre âme et conscience, épisode : Le cas d'Hélène Jégado de Pierre Nivollet
- 1968 : Laurette ou le Cachet rouge de Marcel Cravenne : Laurette
- 1968 : Le crime de Lord Arthur Saville d'André Michel avec Victor Lanoux: Sybil Merton
- 1969 : Jacquou le Croquant de Stellio Lorenzi : Lina
- 1969 : D'Artagnan de Claude Barma avec Dominique Paturel : Constance Bonacieux
- 1970 : Au théâtre ce soir : Jupiter de Robert Boissy, mise en scène Jacques-Henri Duval, réalisation Pierre Sabbagh, Théâtre Marigny
- 1970 : La Femme en blanc de Pierre Gautherin : Laura Fairlie et Ann Catherick

### Cinéma
- 1962 : Les Parisiennes, sketch Sophie réalisé par Marc Allégret
- 1962 : Le Septième Juré, Georges Lautner
- 1962 : Comme un poisson dans l'eau, André Michel
- 1965 : Journal d'une femme en blanc, Claude Autant-Lara
- 1966 : Paris brûle-t-il ?, René Clément
- 1966 : L'inconnue, court métrage de Claude Weisz avec Gérard Blain

## Théâtre
- 1965 : La Cerisaie d'Anton Tchekhov, mise en scène Sacha Pitoëff, Théâtre Moderne
- 1969 : Le monde est ce qu'il est d'Alberto Moravia, mise en scène Pierre Franck, Théâtre des Célestins, Théâtre de l'Œuvre

## Publication
- Parents et sage-femme : l'accompagnement global, éd. Yves Michel, 2005.